# Östberga
Östberga uttal (fil) är en stadsdel i Söderort inom Stockholms kommun. Stora delar av stadsdelen består av industrimark, bland annat med Årsta partihallar (invigt 1962) och järnvägen. I Östberga finns Årstafältet som tar upp cirka 50 hektar av stadsdelen med bland annat idrottsplaner och golfbana.

## Gränser

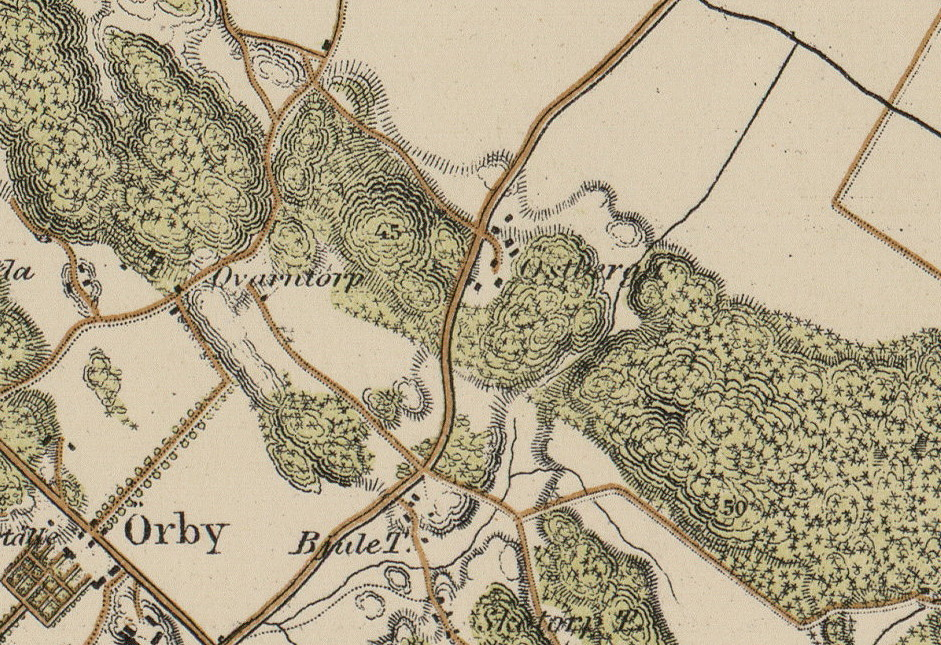
Karta från 1861 över Östberga gård.

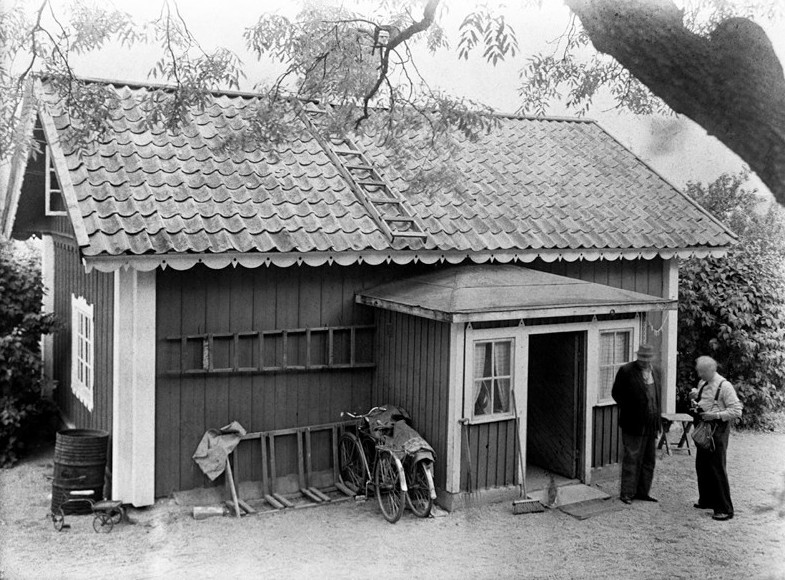
Östberga gård, bostadshuset 1949.

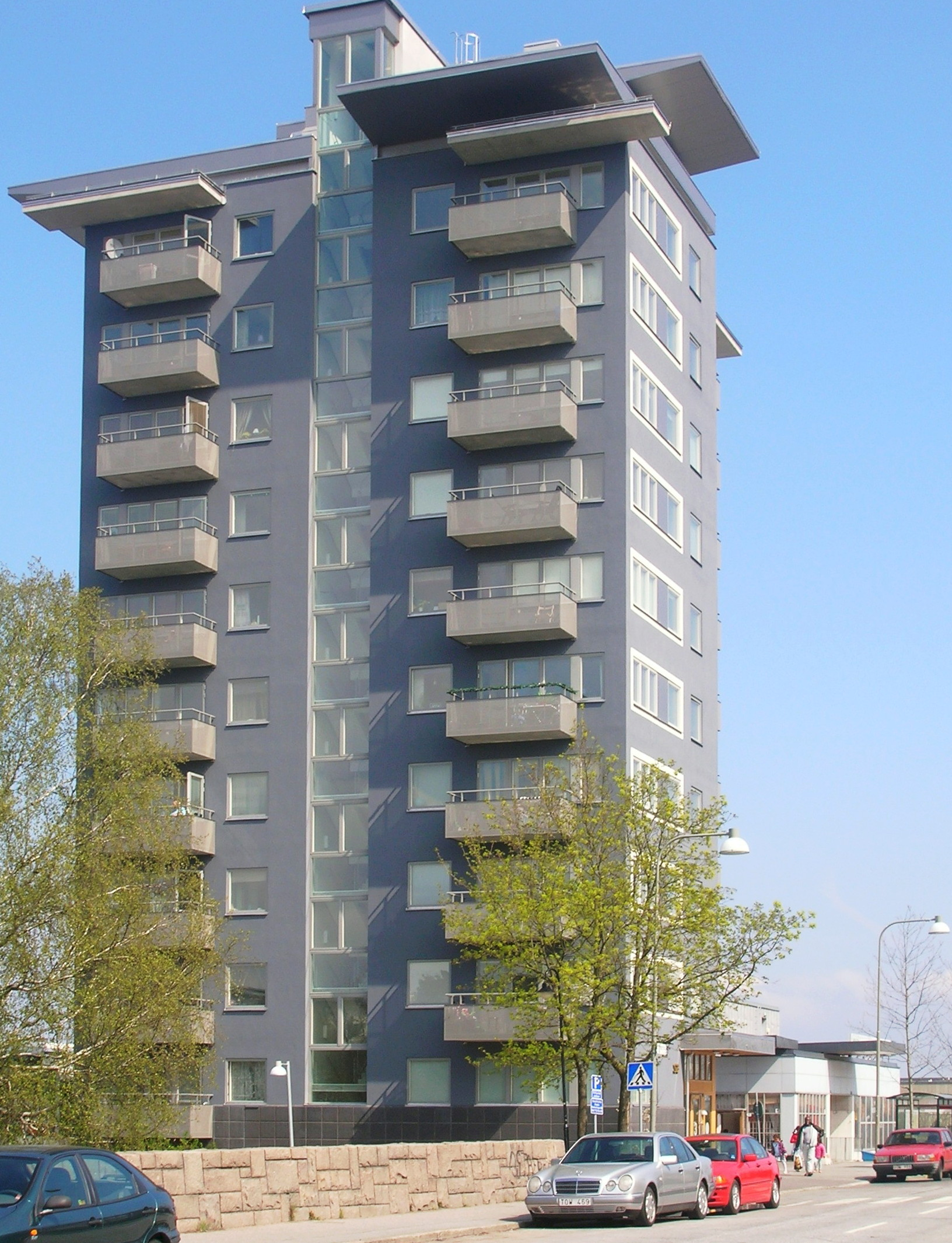
Punkthus uppfört 2003 vid Östbergatorget.

I norr gränsar Östberga till Årsta längs före detta Årstalänken och i Årstabergsvägens södra sida. I väster gränsar Östberga till Västberga längs stambanans östra sida. Därefter gränsar Östberga till Solberga vid Västberga begravningsplats. I söder gränsar Östberga till Liseberg i skogsområdet väster om Östbergabackarna och Lisebergs bollplan. Sjöholmsvägen utgör gräns mot Örby slott och Sparreholmsvägen, Huddingevägen och Bussens väg utgör gräns mot Stureby i öster. Därefter går gränsen till Enskedefältet rakt över Huddingevägen mot den punkt där Årstalänken tidigare slutade.

## Historia
Namnet Östberga kommer från ett mindre torp, som låg på det grönområdet som nu finns mellan Huddingevägen och Tussmötevägen, första gången omnämnt 1397. Östberga bytomt är ett fornminne med RAÄ-nummer: Brännkyrka 68:1. Gården såldes till Stockholms kommun 1911, och de sista byggnader revs på 1950-talet när bebyggelsen längs Stamgaten började uppföras. Gårdens ägor omfattade östra delen av Årstafältet samt nuvarande Svedmyra och Tallkrogen med bland annat Mossens gård och torpet Svedmyra.

## Gamla Göta landsväg
Rakt över Årstafältet, genom Östbergahöjden och förbi Brännkyrka kyrka går den medeltida Göta landsväg, som fram till 1670-talet var huvudväg mellan Stockholm och Götaland. Vid Östbergabackarna finns en väghållningssten med ristning "ÖRBY No 6" och gatunamnet Götalandsvägen påminner om detta.

## Stadsplan och bebyggelse
Den första stadsplanen för området fastställdes 1950, signerad Sven Markelius. Stadsplanen var helt i tidens anda med trevånings smalhus, det vill säga standardhuset vid den tiden. Bostadsbolaget HSB under ledning av Sven Wallander visade intresse för området och tog kontakt med byggbolaget Ohlsson & Skarne samt arkitekten Lars Magnus Giertz (1908–2008) och tog själva fram ett förslag på en tänkbar utbyggnad av området.
Stockholms kommun övertalades att satsa på en annan utformning av området och så uppstod kvarteret Stamtavlan med Stamgatan. Byggnadsprocessen rationaliserades och man provade olika byggnadsmaterial. På Stamgatan 87 testades olika planlösningar och material. Fasaden täcktes med eternitskivor med inslag av lättmetall. Men övriga hus byggdes av prefabricerade betongelement som var ett nytt byggnadssätt. Med hjälp av byggkranar uppfördes husen snabbare än vad som tidigare varit möjligt, systemet infördes av byggfirman Ohlsson & Skarne. Husen gjordes bredare än smalhusen, 12,5 meter, för att skapa större rum än i vanliga smalhus. Totalt uppfördes 1 000 lägenheter 1957–1959. Husen placerades i ringform kring den stora äng, nuvarande Stamparken, som fanns mitt i området.
Utbyggnaden fortsatte med områdena Östbergahöjden och Östbergabackarna 1967–69. Kommunägda Svenska Bostäder uppförde 49 lamellhus med 1 200 lägenheter. Mitt i området, kring Östbergatorget, uppfördes ett mindre köpcentrum. Samtliga hus blev nästan identiska; loftgångshus i fyra våningar. Stora emaljtavlor av 21 konstnärer pryder entréerna. Bland upphovsmännen kan nämnas Felix Hatz, Johan Waldenström, Gerry Eckhardt, John Thorgren, Erik Jensen, Stig Pettersson, Birgitta Hackman-Charlez, Stig Ghylfe, Lars Stenstad, Curt Asker, Laris Strunke, Kurt Sundén, Ivan Rodell och Åke Pallarp. Man överskattade behovet av parkeringsplatser, vilket gjorde att mycket naturyta asfalterades.
2001 förtätades Östbergahöjden; fyra punkthus och sju stadsvillor byggdes i anslutning till befintliga hus. Till viss del kunde överflödiga parkeringsplatser tas i anspråk. Det har dock förekommit kritik från grannar om att vissa byggnader hamnat för nära balkongerna. Senare har ytterligare bostäder uppförts på Tussmötevägens östra sida; tre punkthus med åtta våningar, totalt 89 lägenheter med inflyttning våren 2009.
De närmaste åren kommer delar av Årstafältet att förses med bostäder och service. En arkitekttävling har hållits och området kommer att utformas enligt förslaget Arkipelag som ritats av den franska arkitektbyrån Archi5.

## Kollektivtrafik
Det finns ingen enkel bilväg mellan bostadsområdena Gamla Östberga och Östbergahöjden (eller till grannstadsdelarna) vilket gjort att olika busslinjer betjänar de olika delarna av stadsdelen och att resor inom stadsdelen medför byten. Östra delen av Östberga, Gamla Östberga, nås med SL:s buss 144 (Gullmarsplan-Fruängen), medan Östbergahöjden och Östbergabackarna nås med buss 134 från Liljeholmen.
Området kommer att få en tunnelbanestation, Östbergahöjden, när Gula linjen byggts mellan Fridhemsplan och Älvsjö.

## Bilder

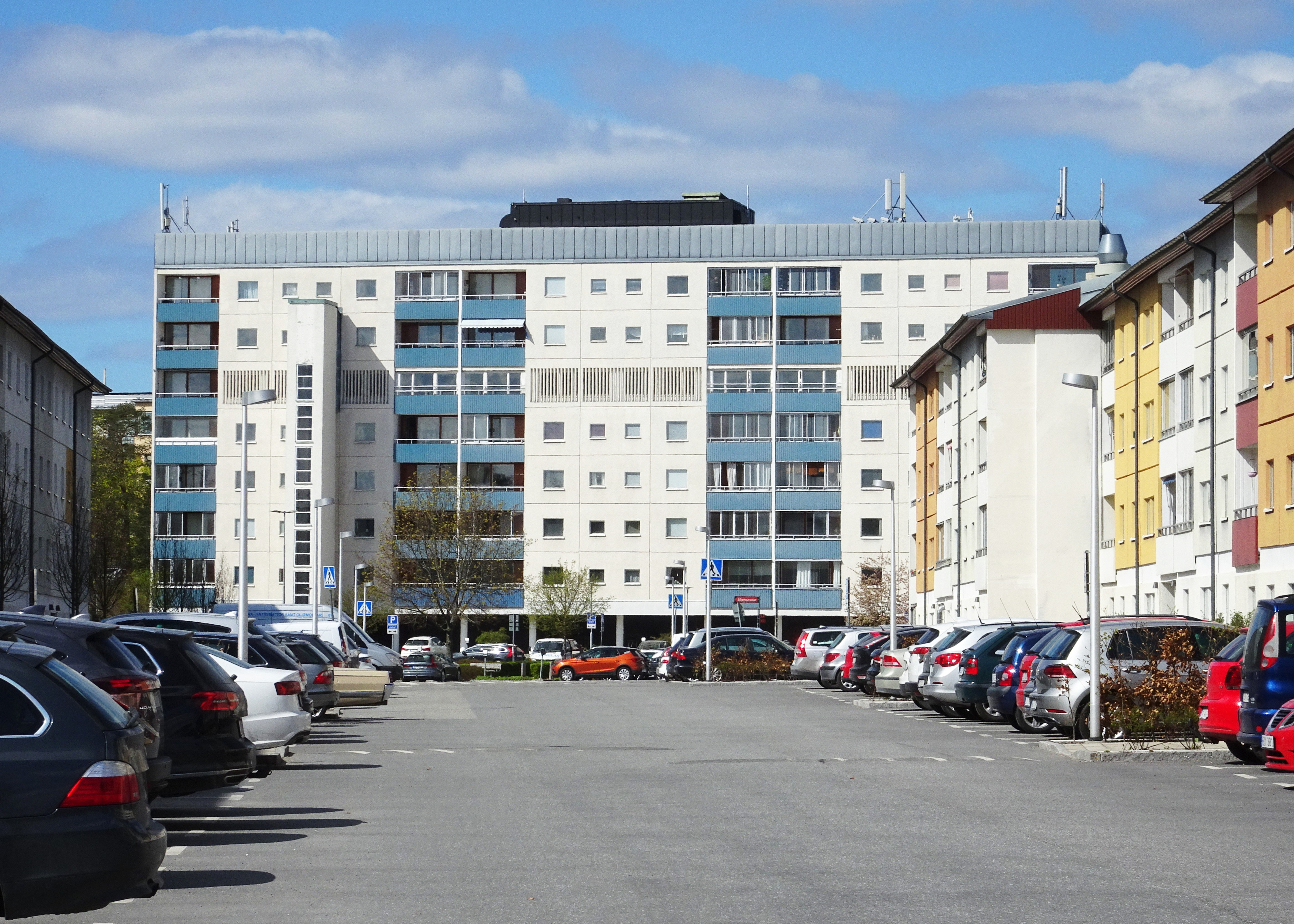
"Hisshuset" i kvarteret Stamtavlan.
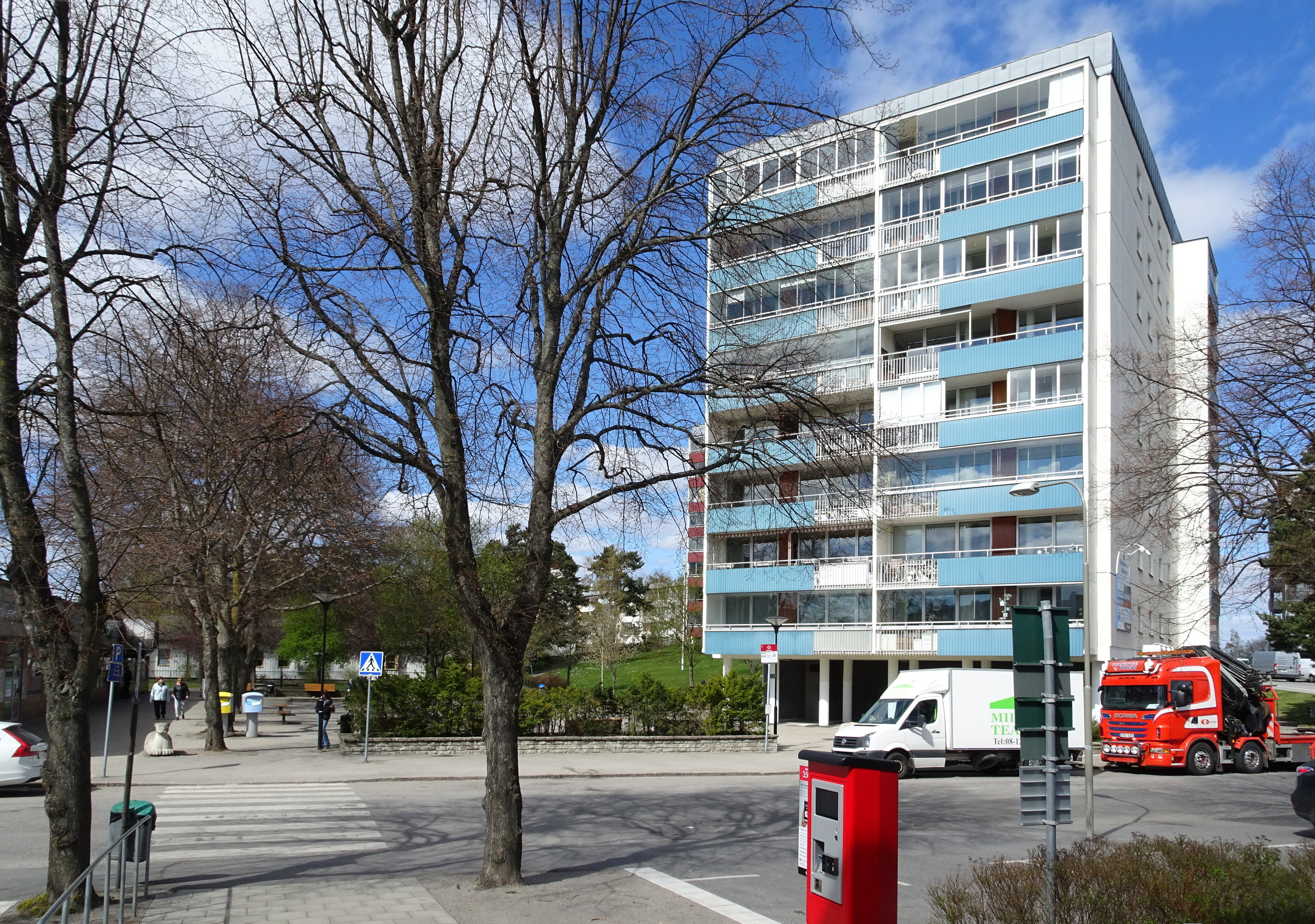
Punkthus i kvarteret Stamtavlan.
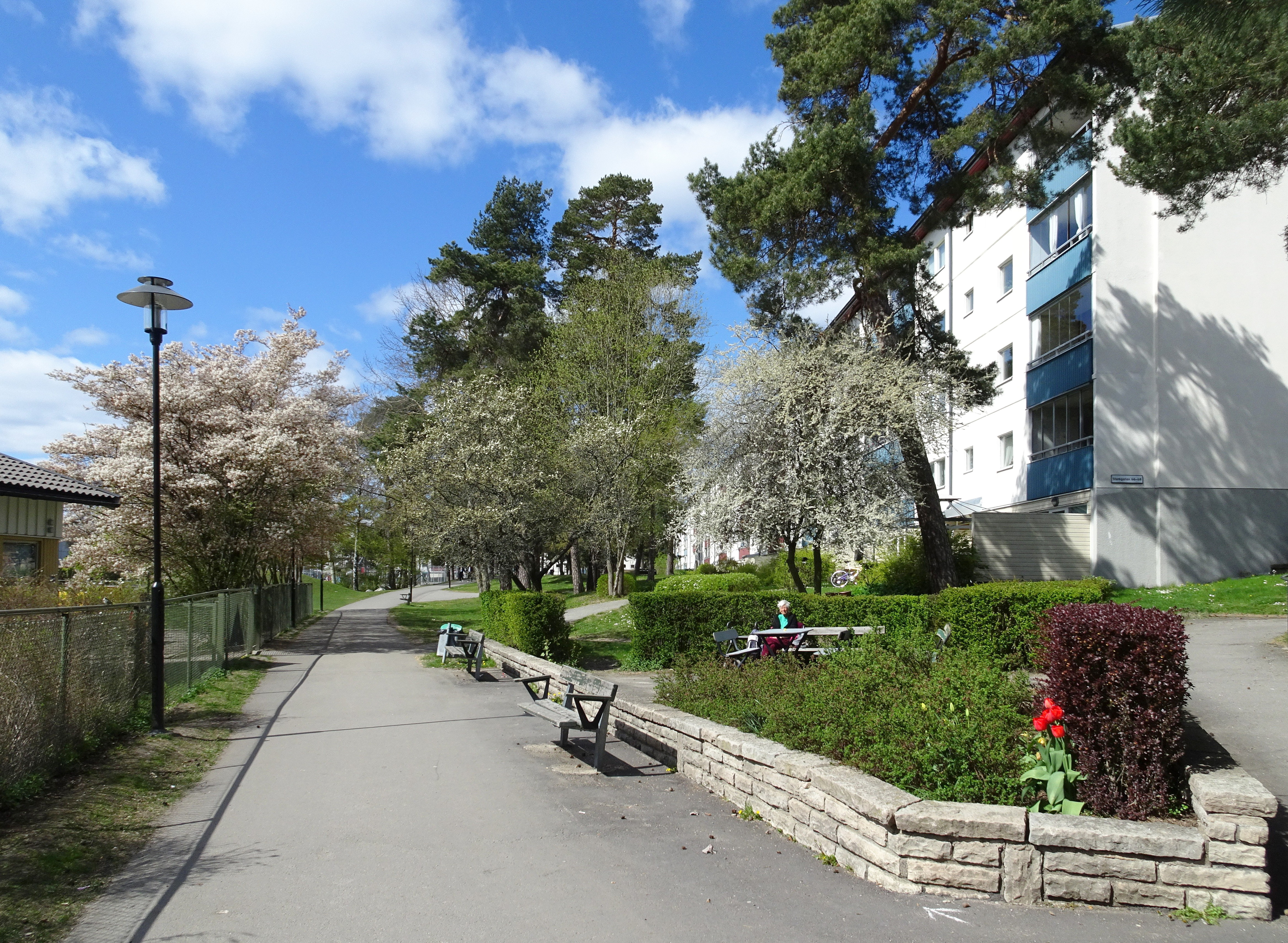
Stamparken i kvarteret Stamtavlan.
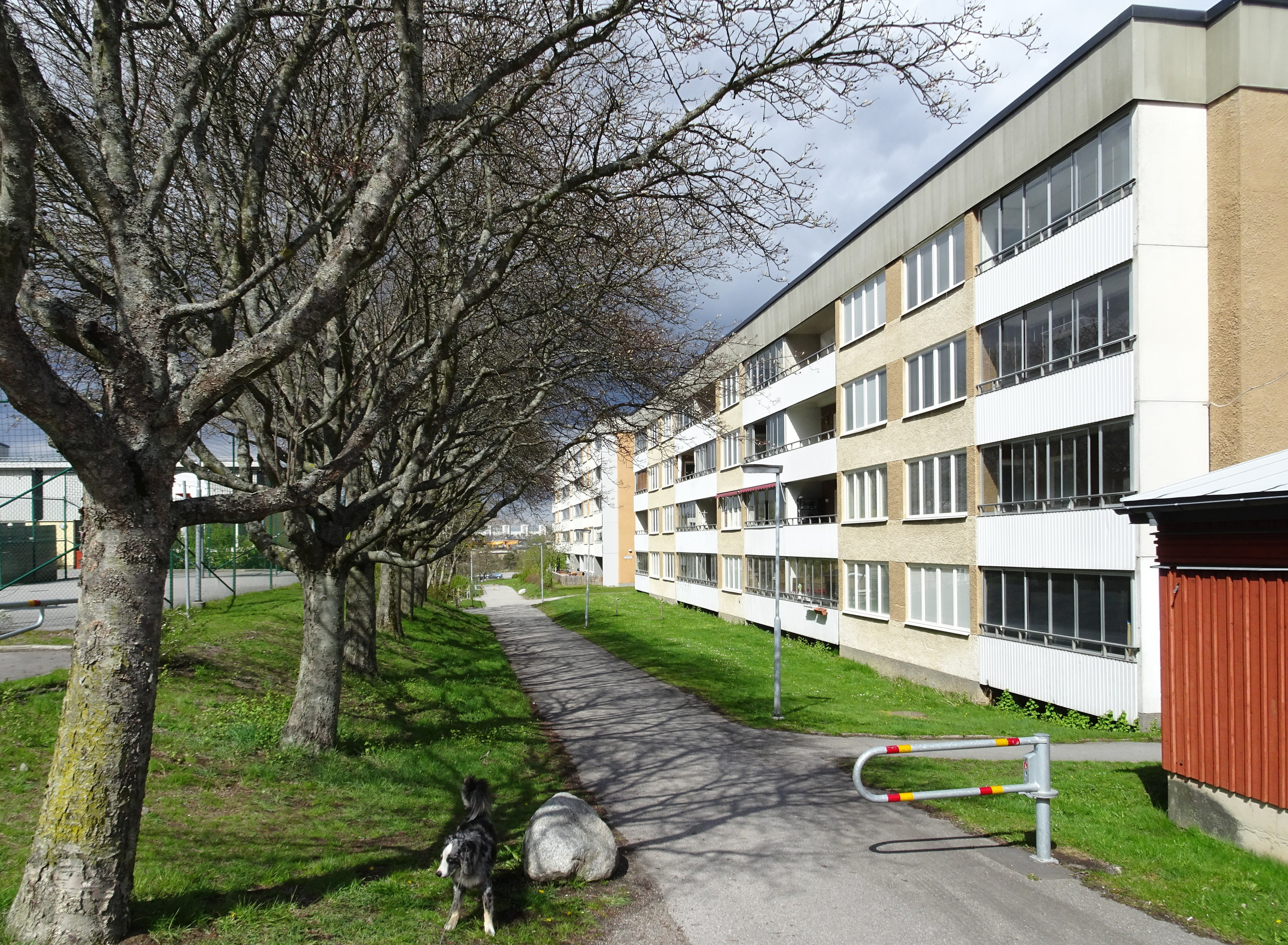
Loftgångshus vid Sibbarpsgränd.

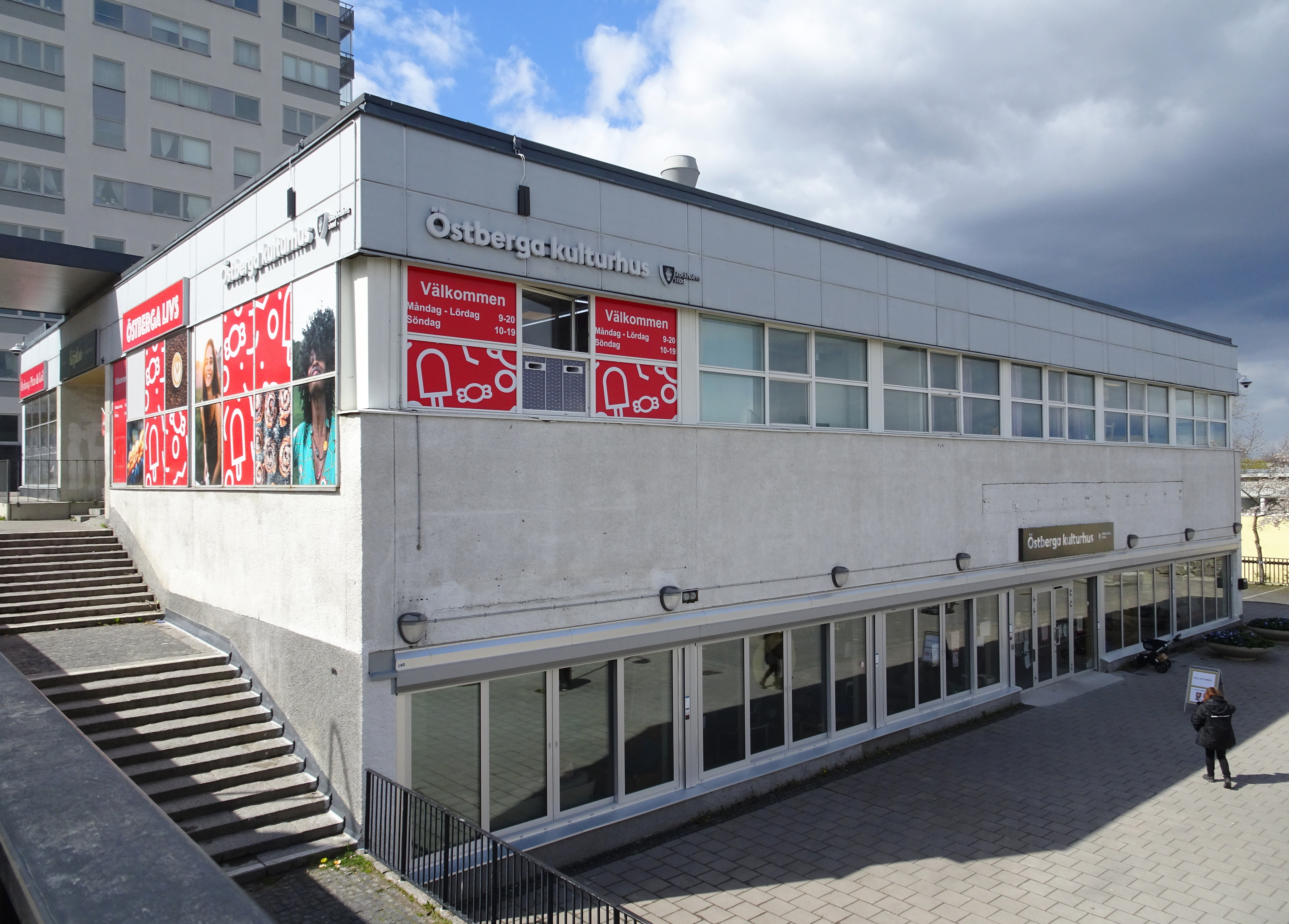
Östberga kulturhus.
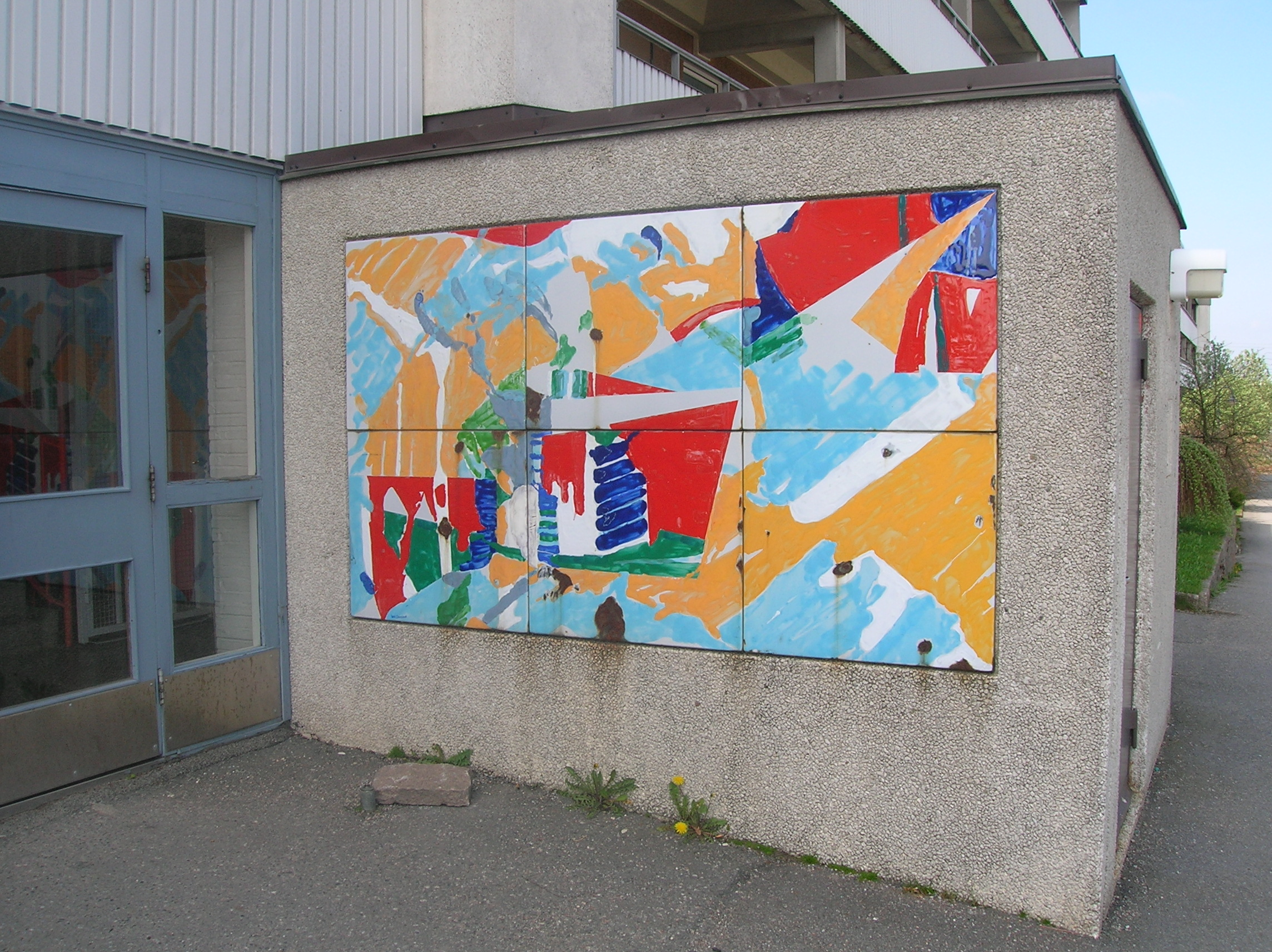
Emaljmålning av Lars Stenstad vid entrén till Älvsåkersgränd 45.
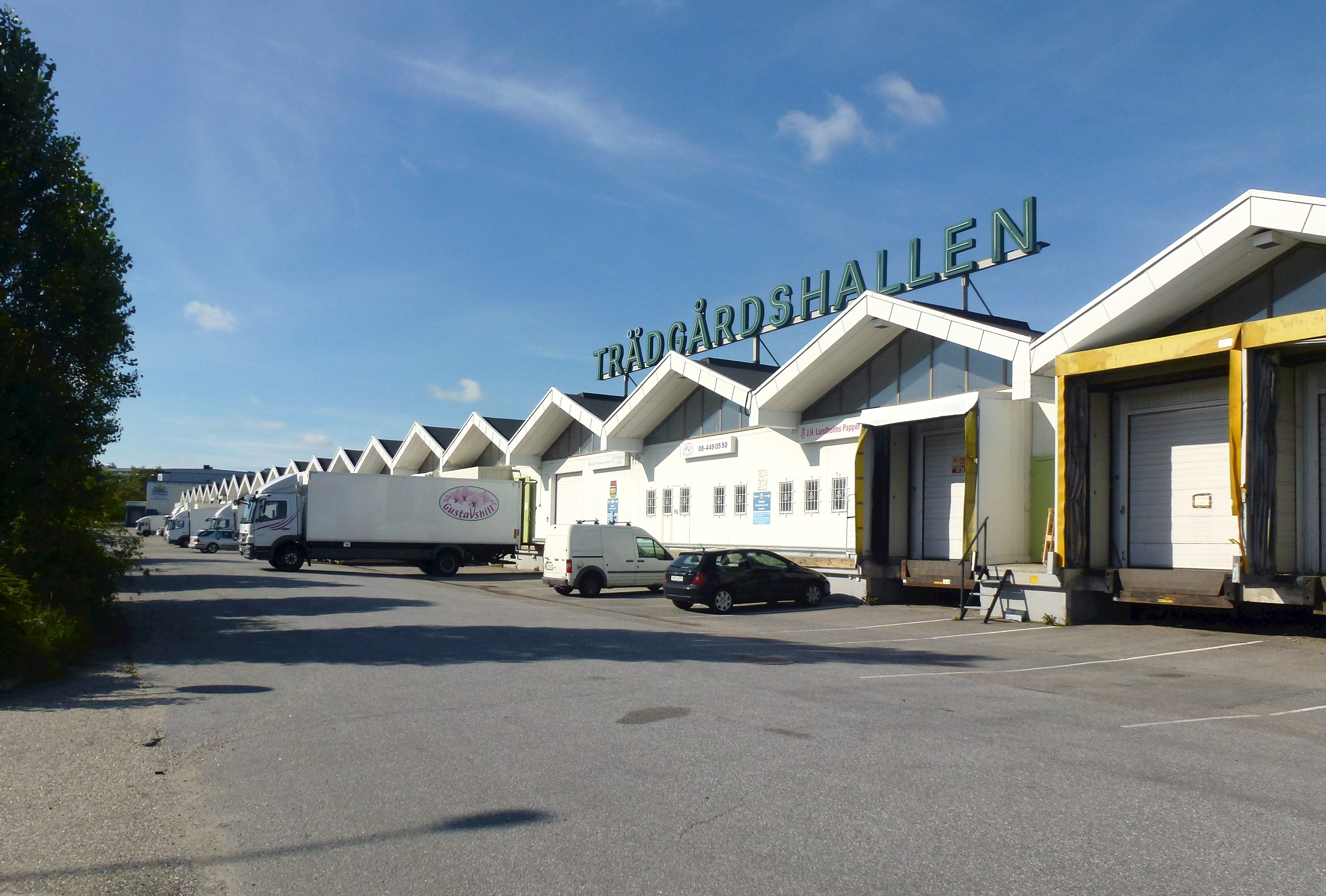
Trädgårdshallen på Årsta partihallar.
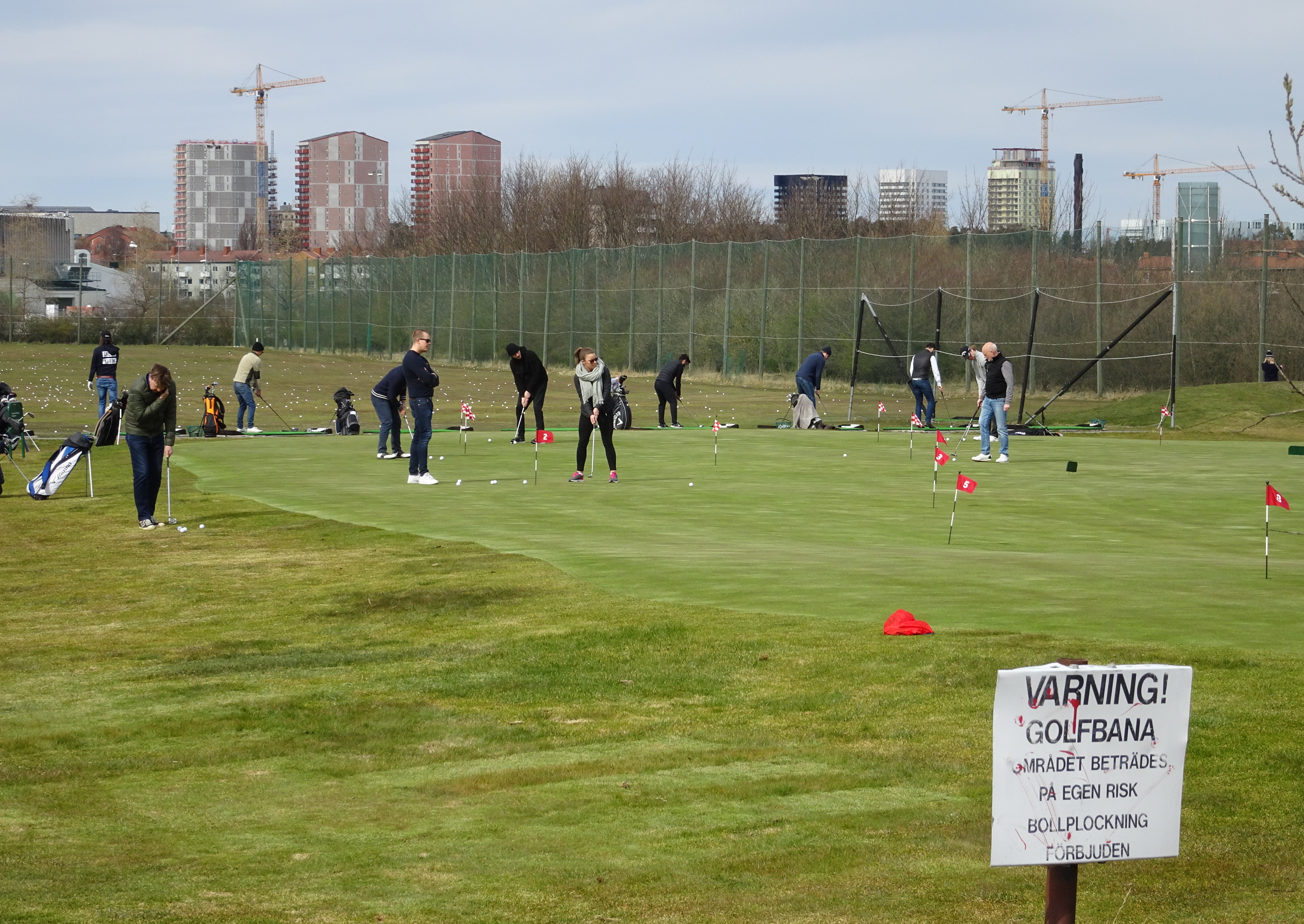
Golf på Årstafältet.

## Demografi
År 2020 hade stadsdelen 5 768 invånare varav 2 581 (44,7 %) är utrikes födda och totalt har 3 534 personer (61,3 %) utländsk bakgrund.

## Flygfoto
| Kvarteret Stamtavlan mot ost 1958.I förgrunden delar av bebyggelsen i Örby slott och i bakgrunden Enskedefältet och Stureby. De höga pelare som sticker upp i området är betonggjutna trapphus för de blivande bostadshusen. Fotografi: Oscar Bladh.  |  | Kvarteret Stamtavlan mot väst 1961. I bakgrunden Liseberg, Anneboda samt skogspartiet för blivande Östbergahöjden. I bildens framkant syns Stureby och Huddingevägen samt Östberga stenkross, idag platsen för Östberga återvinningscentral. Fotografi: Oscar Bladh. |
| Kvarteret Stamtavlan mot ost 1958. I förgrunden delar av bebyggelsen i Örby slott och i bakgrunden Enskedefältet och Stureby. De höga pelare som sticker upp i området är betonggjutna trapphus för de blivande bostadshusen. Fotografi: Oscar Bladh. |  | Kvarteret Stamtavlan mot väst 1961. I bakgrunden Liseberg, Anneboda samt skogspartiet för blivande Östbergahöjden. I bildens framkant syns Stureby och Huddingevägen samt Östberga stenkross, idag platsen för Östberga återvinningscentral. Fotografi: Oscar Bladh. |